# Nornikel
Nornikel (rusky Норникель, do roku 2016 Норильский никель – Norilskij nikel) je ruská společnost podnikající v oboru těžby niklu a palladia. Její hlavní závody jsou v okolí Norilsku nedaleko Jeniseje v severním Rusku. Kromě toho má závody na poloostrově Kole v Nikelu, Zapoljarném a Mončegorsku, v západním Finsku v Harjavaltě a v Botswaně a Jihoafrické republice.
Jedná se o celosvětově největšího producenta niklu a palladia a patří do desítky nejvýznamnějších producentů mědi.
Společnost je v soukromých rukou, přes nadřazené společnosti jsou jejími vlastníky Vladimir Potanin, Oleg Děripaska a Roman Abramovič.
5. února 2021 byla společnost Nornikel odsouzena Krasnojarským soudem k pokutě 1,62 mld. EUR za znečištění ruské Arktidy při nehodě na jaře 2020.